# カミギン州

カミギン州の位置

カミギン州（カミギンしゅう、Province of Camiguin）は、フィリピン南部ミンダナオ島とビサヤ諸島との間にあるミンダナオ海（ボホール海）に浮かぶカミギン島の州である。北ミンダナオ地方（Northern Mindanao, Region X）に属している。南へわずか10kmほどでミンダナオ島のミサミス・オリエンタル州と対峙している。面積は229.8km2、人口は88,478人（2015年）で、共にフィリピン国内2番目に小さく、少ない。州都はマンバヤオ（Mambajao）である。

## 島
海岸から数キロメートルほどの場所に、2つの小さな島が所在している。
- マンティグ島（英語版）
- ホワイト島